# Josef Hufenstuhl
Josef Hufenstuhl (* 16. Juli 1880 in Kürten; † 24. Mai 1945 in Schildgen bei Odenthal) war ein deutscher Kriminalbeamter, der ab dem 30. September 1940 die Gestapo-Außendienststelle in Wuppertal leitete. In dieser Funktion war er maßgeblich an mehreren Massenhinrichtungen beteiligt, darunter die Erschießungen in der Wenzelnbergschlucht, das Massaker im Burgholz sowie die Exekutionen sowjetischer Zwangsarbeiter in Wülfrath.

## Leben
Josef Hufenstuhl wurde am 16. Juli 1880 in Röttgen bei Wipperfürth geboren. Während der Weimarer Republik war er Mitglied der Sozialdemokratischen Partei Deutschlands (SPD). Bereits in dieser Zeit war er als Kriminalkommissar in der politischen Abteilung der Kriminalpolizei in Wuppertal tätig.
Zum 1. September 1932 trat Hufenstuhl der NSDAP bei (Mitgliedsnummer 1.326.971). Am 30. September 1940 übernahm er die Leitung der Gestapo-Außendienststelle in Wuppertal und löste den bisherigen Dienststellenleiter Wilhelm Müller ab. Die Wuppertaler Gestapo war als Außenstelle der Gestapoleitstelle Düsseldorf untergeordnet. Ihr Zuständigkeitsbereich umfasste den gesamten Polizeipräsidialbezirk Wuppertal, zu dem neben Remscheid und Solingen auch Velbert, Neviges und Wülfrath zählten. Ab September 1939 waren Gestapo, Kriminalpolizei und der Sicherheitsdienst (SD) im Polizeipräsidium an der damaligen Adolf-Hitler-Allee (heute Friedrich-Engels-Allee) untergebracht. Hufenstuhls frühere Mitgliedschaft in der SPD stellte für seine Laufbahn innerhalb der Gestapo kein Hindernis dar. Beamte, die ihre Parteizugehörigkeit nach dem Preußenschlag im Sommer 1932 ruhen ließen, wurden meist ohne weiteres in den Dienst übernommen. Die Beförderung zum Kriminalrat erfolgte am 24. April 1941. Er blieb bis zum Ende des Zweiten Weltkriegs Leiter der Gestapo-Außendienststelle und trug die Verantwortung für die von der Wuppertaler Gestapo verübten Verbrechen.

## Massaker Burgholz
Die NS-Morde in Burgholz wurden im März 1945 von Josef Hufenstuhl in Auftrag gegeben. Bereits Anfang Februar hatte er den Befehl erteilt, mit Hilfe von Gefangenen ein Loch im Forst auszuheben. Zehn Häftlinge mussten ein etwa zwei mal zwölf Meter großes und zwei Meter tiefes Grab ausheben. Der genauer Termin der Hinrichtungen ist nicht bekannt, aber es wird angenommen, dass die Hinrichtungen am 21. März 1945 in der Nähe des polizeilichen Schießstandes auf dem Burggrafenberg im Burgholz stattfanden. Die Exekutionen dauerten Schätzungen zufolge etwa 45 Minuten. Nach Angaben des Gestapo-Angehörigen Hans Henschke, der selbst allerdings nicht vor Ort war, trug Hufenstuhl die Verantwortung für die Durchführung der Hinrichtungen. Die Todesurteile seien zuvor nach Berlin übermittelt worden; Hufenstuhl sei beauftragt worden, deren Vollstreckung zu veranlassen. Die eigentliche Durchführung habe er seinen Untergebenen überlassen mit der Erklärung, „später nachzukommen“. Henschke habe die volle Verantwortung für die „Maßnahmen“ getragen, Hufenstuhl die „ordnungsgemäße Durchführungen“ der Hinrichtungen zu verantworten, erklärte der hochrangige Polizeibeamte Karl Gutenberger in seinem Gerichtsverfahren.
In dem Prozess gegen Gutenberger und Mitangeklagte sagte ein weiterer Gestapo-Angehöriger aus, dass er mit vier oder fünf Beamten zu Hufenstuhl geschickt worden sei. Dort erhielten sie jeweils Namen von drei oder vier russischen Gefangenen, die sie aus dem Gefängnis holen sollten. Er berichtete, die Gefangenen seien einzeln in Hufenstuhls Büro geführt worden, wo sie sich jeweils etwa eine Stunde aufhielten. Da er sich den ganzen Tag in der Nähe aufhielt, habe er dies beobachtet. Später erfuhr er, dass in Hufenstuhls Büro eine Gerichtssitzung stattfand. Dabei habe es sich mutmaßlich um eine neue Form eines mobilen Gerichtshofs gehandelt.

## Hinrichtungen in Wülfrath
Hufenstuhl war für die Hinrichtungen am 11. Mai 1944 im sogenannten Fudikars Wald in Wülfrath-Rützkausen verantwortlich. Dort wurden drei sowjetische Zwangsarbeiter im Abstand von jeweils 20 Minuten gehängt. Das Waldstück war von der Wuppertaler Gestapo für Hinrichtungen freigegeben worden. Die genauen Gründe für die Exekutionen sind nicht bekannt; die Kriminalpolizei vermutet, dass sie wegen Plünderungen nach einem Bombenangriff erfolgten.
Nach dem damaligen Jagd- und Forstaufseher Hugo Bruckmann trafen mehrere Lastwagen mit Ostarbeitern im Wald ein, während sich bereits eine größere Menschenmenge vor Ort versammelt hatte. Die Ostarbeiter aus dem Lager in der Kleestraße wurden dorthin gebracht, um später über die Exekutionen zu berichten und damit eine abschreckende Wirkung zu erzielen. Das Gebiet war durch Polizeibeamte abgesperrt. Nach der Erhängung wurden die Leichen in kistenähnlichen Särgen abtransportiert.
Die Tötungen wurden als sogenannte „Sonderbehandlungen“ ohne gerichtliches Verfahren durchgeführt. Als offizielle Todesursache der drei Opfer wurde „plötzlicher Herzstillstand“ angegeben. Nach 1945 behauptete die Kriminalpolizei ohne Vorlage entsprechender Belege, die Zwangsarbeiter hätten ein ordnungsgemäßes Gerichtsverfahren erhalten und seien rechtmäßig verurteilt worden.

## Massaker in der Wenzelnbergschlucht
Kurz vor dem Einmarsch der Alliierten, am Morgen des 13. April 1945, wurden 71 Häftlinge – darunter 15 politische Gefangene und vier Zwangsarbeiter – aus dem Zuchthaus Remscheid-Lüttringhausen sowie dem Polizeipräsidium Wuppertal in die Wenzelnbergschlucht gebracht und dort erschossen. An dem Massaker in der Wenzelnbergschlucht waren rund 100 Gestapo- und Kripobeamte sowie Schutzpolizisten beteiligt, unter ihnen auch Josef Hufenstuhl. Der Tat lag ein Befehl von Generalfeldmarschall Walter Model zugrunde, wonach politische Gefangene vor dem Einmarsch der Alliierten zu exekutieren seien. Hufenstuhl setzte diese konkrete Anweisung um.
Bereits im Januar 1945 hatte die Gestapo eine „Überprüfung und Auflistung“ der Häftlinge des Zuchthauses Lüttringhausen angeordnet. Der damalige Zuchthausdirektor Karl Engelhardt widersetzte sich zunächst, gab aber schließlich unter dem Druck Hufenstuhls nach und erstellte eine Liste mit 90 Häftlingen. Diese Liste bildete die Grundlage für die Erschießungen von 71 Gefangenen.
Josef Hufenstuhl wies die Kriminalbeamten Burmann und Wilhelm Vogel an, ausländische Zwangsarbeiter zum Ausheben einer Grube in der Wenzelnbergschlucht heranzuziehen. Keiner der an den beteiligten Beamten wurde nach Kriegsende strafrechtlich zur Verantwortung gezogen.

## Tod und Entnazifizierungsprozesse
Als der Zweite Weltkrieg endete, floh Josef Hufensthal nach Schildgen bei Odenthal. Am 24. Mai 1945, kurz nach dem Einmarsch der US-amerikanischen Truppen, beging er Suizid und entzog sich so der strafrechtlichen Konsequenzen seiner Taten. Die Rekonstruktion seiner Tätigkeit innerhalb der Gestapo gestaltet sich schwierig, da Informationen über seine Person überwiegend aus Aussagen im Rahmen des Entnazifizierungsverfahren gegen sein Vorgänger Wilhelm Müller stammen. In diesem Kontext bezeichnete Müller seinen Nachfolger Hufenstuhl unter anderem als „NS-Roboter“ und als „wütenden Gegenspieler von Kriminalrat Müller“, vermutlich um sich selbst zu entlasten. Auch in späteren Strafverfahren versuchten unter anderem der Kriminalbeamte Hans Zimny und der SA-Mann Artur Peters, Hufenstuhl die alleinige Verantwortung für die Folterbefehle zuzuschreiben.